# Fabrizio Lomonaco
Fabrizio Lomonaco (Napoli, 16 marzo 1959) è uno storico della filosofia italiano.

## Biografia
Laureatosi presso l'Università degli studi di Napoli Federico II, con una tesi diretta da Fulvio Tessitore, ha iniziato la sua vita accademica nel 1986 come ricercatore di ruolo al CNR (Centro di studi vichiani di Napoli). Dal 2000 è professore ordinario di Storia della filosofia, presso l’Università degli studi di Napoli Federico II, dove insegna Storia della filosofia moderna e Storia della storiografia filosofica.
È stato direttore del Dipartimento di Filosofia "A. Aliotta" dell'Ateneo Federiciano dal 2007 al 2013; ha presieduto fino al 2018 il Consorzio interuniversitario "Civiltà del Mediterraneo". È socio nazionale ordinario residente dell’Accademia di Scienze morali e politiche della Società Nazionale di Scienze, Lettere ed Arti in Napoli (classe di Scienze morali) e dell'Accademia Pontaniana di Napoli (classe di Scienze morali). È componente del Direttivo della Società Italiana di Storia della Filosofia.
La sua attività scientifica è rivolta principalmente alla filosofia tedesca (Herder e Kant), ai temi della fides historica e della tolleranza nella cultura filosofico-giuridica olandese del Sei-Settecento (da Grozio a Pufendorf, da Limborch a Le Clerc, da Perizonio a Noodt e Barbeyrac).
I suoi interessi si concentrano anche sul pensiero di Descartes e Vico, Caloprese, Gravina e la filosofia vichiana di area meridionale, da Bertòla a Pagano, da Metastasio a Spinelli, da Genovesi a Conforti.
Dirige la rivista “Logos” (Scripta-Web, poi Diogene Edizioni, Napoli). È inoltre direttore di collane scientifiche di carattere storico-filosofico: "Acta di Logos" e "Quaderni di Logos", "Scienze umane" e "Archivia. Fondi e documenti di storia e di filosofia" (Diogene Edizioni, Napoli); “Ars Critica” (Rubbettino, Soveria Mannelli); "Ars inveniendi" e "Ignota latebat" (Aracne, Roma); "Incipit" (Giannini, Napoli).
Dal 2023 è responsabile scientifico dell’unità locale del progetto PRIN PNRR 2022 “SoPhia. Space of Philosophic Heritage in Archive”.

## Pubblicazioni
- Lex Regia. Diritto, filologia e fides historica nella cultura politico-filosofica dell’Olanda di fine Seicento, Napoli, Guida, 1990
- Tolleranza e libertà di coscienza. Filosofia, diritto e storia tra Leida e Napoli nel secolo XVIII, prefazione di C.G.J.J. van den Bergh, Napoli, Liguori, 1999
- Filosofia, diritto e storia in Gianvincenzo Gravina, presentazione di Paolo Rossi, Roma, Edizioni di Storia e Letteratura, 2006
- New Studies on Lex Regia. Right, Philology and Fides Historica in Holland between the 17th and   18th Centuries, preface by L. Pompa, Bern, P. Lang, 2011
- Pasiones del alma y pasiones civiles. Napoles y Europa en los siglos XVII y XVIII.  Bogotà (Columbia), Planeta, 2011
- L'erudizione etico-politica di Fausto Nicolini. Milano-Udine, Mimesis edizioni, 2013
- Tolerance. Stages in modernity from Holland to Italy. P. Lang, Berna, 2013
- Tracing the Path of Giambattista Vico's Universal Right, Milano-Udine, Mimesis edizioni, 2017
- I sentieri di Astrea. Studi intorno al Diritto universale di Giambattista Vico. Roma, Edizioni di Storia e Letteratura
- Estudos sobre o Diritto universale de Vico, tradução de Sertório de Amorim e Silva Neto, Campinas (Brasile), Editora PHI, 2018
- Traversie e opportunità. Studi su Giambattista Vico nel 350º anniversario della nascita, Milano-Udine, Mimesis edizioni, 2020
- Il “commercio” delle idee. Contributi allo studio dei periodici europei di Sei-Settecento, Milano, FrancoAngeli, 2021
- Da Montaigne a Vico. Posizioni dell’uomo in età moderna, Pisa, Edizioni ETS, 2021
- Ломонако Ф. История, поэзия и миф у Вико: «Щит Ахилла» (перевод Ю.В. Иванова u П.В. Соколов), в Клио в зазеркалье: исторический аргумент в гуманитарной и социальной теории, Ю.В. Иванова, И.М. Савельева, П.В. Соколов (отв. ред.). Новое литературное обозрение, Москва: С. 106–142  [Storia, poesia e mito in Vico: lo scudo di Achille in V. Ivanova Y., Savelyeva I.M., Sokolov P.V. (eds.), Clio in the Looking Glass: Historical Argument in Humanitarian and Social Theory, New Literary Review, Moscow: С. 2021, pp.106-142]
- Pietro Piovani e il nuovo corso di studi vichiani nel secondo Novecento, Napoli, Istituto Italiano per gli Studi Filosofici Press, 2023.
- Il comune nel pensiero dei moderni. Grozio, Hobbes, Spinoza, Vico, Milano-Udine, Mimesis, 2023.
- Per Ernst Cassirer. Studi di filosofa e storia della filosofia,  Napoli, La Scuola di Pitagora editrice, 2024.
- 1725. Per fare Scienza nuova. Studi sull’«aspra Meditazione» di Giambattista Vico, Milano, FrancoAngeli, 2025 (in Open Access)